# Шпейерское княжество-епископство
Княжество-епископство Шпейер (Шпайер; нем. Fürstbistum Speyer или Hochstift Speyer) — духовное княжество в составе Священной Римской империи, существовавшее с IX века до Германской медиатизации 1803 года. Княжество находилось на территории современных земель Саар, Рейнланд-Пфальц и Баден-Вюртемберг и входило в состав Верхнерейнского имперского округа.

## Территория
Территория княжества-епископства составляла примерно 1540 км ² и простиралась по обоим берегам Рейна. На левом берегу Рейна в состав епископства входили районы городов и замков Дайдесхайм, Йокгрим, Маденбург, Лотербур, Херксхайм-Ландау и Рейнцаберн. Дайдесхайм принадлежал князьям-епископам Шпейера в 1100—1797 годах, замок Маденбург — с 1112 года (с перерывами), Рейнцаберн — с самого учреждения епархии Шпейера.
На правом берегу Рейна в состав княжества-епископства входили районы городов и замков Альтенбюрг (ныне Карлсдорф-Нойтард), Лангенбрюкен и Мингольсхайм (оба ныне образуют Бад-Шёнборн), Брухзаль, Рауенберг, Кислау, Вагхойзель. Вагхойзель принадлежал князьям-епископам с середины XI века, замок Кислау — с 1252 года, Лангенбрюкен — с 1269 года, Мингольсхайм — с 1353 года, Рауенберг — с 1677 года.
К 1800 году население епископства составляло около 55 000 жителей.

По состоянию на 1250 г.
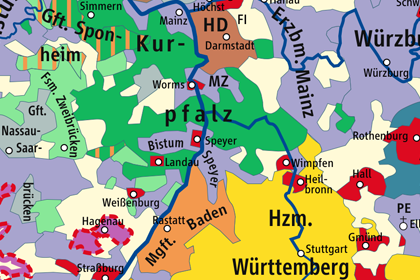
По состоянию на 1648 г.

## История
Князь-епископ Дамиан Хуго Филипп фон Шёнборн-Буххайм (1719—1743) осуществил масштабную реконструкцию на территории своего государства. При нём были перестроены и расширены Дайдесхаймский епископский замок XIII века, Йокгримский епископский замок XIV века, епископский замок Альтенбюрга. Князь-епископ Франц Кристоф фон Хуттен (1743—1770) в 1766 году устроил в Лангенбрюкене (ныне Бад-Шёнборн), богатом сернистыми источниками, лечебные серные ванны.
В 1803 году в результате наполеоновской секуляризации епископ Шпейера был лишён светской власти в пользу баденского маркграфства (ставшего тогда же курфюршеством), в состав которого была включена территория княжества-епископства, ставшего обычной католической епархией.

## Князья-епископы
- 881—895 гг. Готеданк
- 895—913 гг. Эйнхард I
- 914—922 гг. Бернхард
- 923—943 гг. Амальрих
- 943—950 гг. Регинбальд I
- 950—960 гг. Готфрид I
- Отгар (960—970);
- Бальдерих (970—987);
- Руперт (987—1004);
- Вальтер (1004—1031);
- Зигфрид I (1031—1032);
- Регингер (1032—1033);

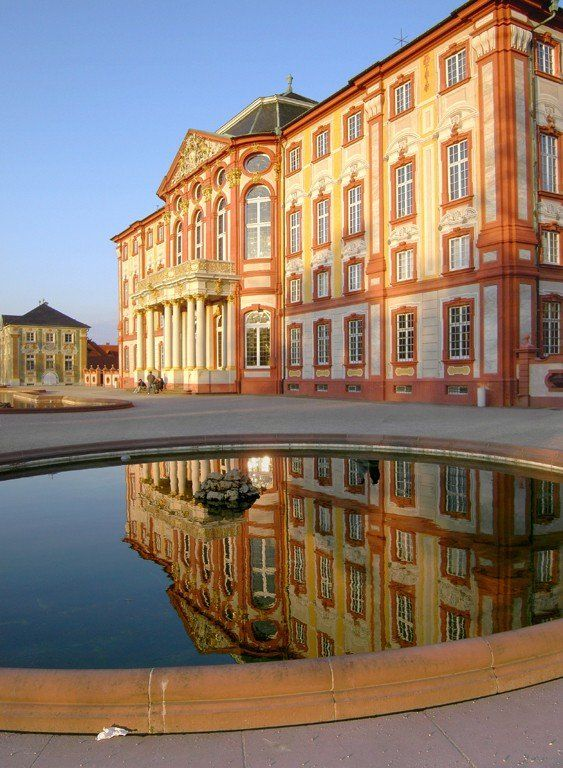
Брухзальская резиденция князей-епископов

- Регинбальд II фон Диллинген (1033—1039);
- Сигибодо I (1039—1051);
- Арнольд I фон Фалькенберг (1051—1056);
- Конрад I (1056—1060);
- Эйнхард II фон Катценелленбоген (1060—1067);
- Генрих I фон Шарфенберг (1067—1073);
- Рюдигер Хуцман (1073—1090);
- Иоганн I фон Крайхгау (1090—1104);
- Гебхард II фон Урах (1105—1107);
- Бруно фон Саарбрюккен (1107—1123);
- Арнольд II фон Лайнинген (1124—1126);
- Зигфрид II фон Вольфзёльден (1127—1146);
- Гюнтер фон Хеннеберг (1146—1161);
- Ульрих I фон Дюррменц (1161—1163);
- Готфрид II (1164—1167);
- Рабодо фон Лобдабург (1167—1176);
- Конрад II (1176—1178);
- Ульрих II фон Рехберг (1178—1187);
- Отто II фон Хеннеберг (1187—1200).
- Конрад III фон Шарфенберг (1200—1224);
- Берингер фон Энтринген (1224—1232);
- Конрад IV фон Танн (1233—1236);
- Конрад V фон Эберштейн (1237—1245);
- Генрих II фон Лайнинген (1245—1272);
- Фридрих фон Боланден (1272—1302);
- Сигибодо II фон Лихтенберг (1302—1314);
- Эмих фон Лайнинген (1314—1328);
- Бертольд фон Бухегг (1328—1328);
- Вальрам фон Фельденц (1328—1336);
- Бодуэн Люксембургский (1332—1336);
- Герхард фон Эренберг (1336—1363);
- Лампрехт фон Брунн (1364—1371);
- Адольф фон Нассау (1371—1388);
- Николаус I фон Висбаден (1388—1396);
- Рабан фон Хельмштатт (1396—1438);
- Рейнхард фон Хельмштатт (1438—1456);
- Зигфрид III фон Феннинген (1456—1459);
- Иоганн II Никс фон Хоэнек (1459—1464);
- Маттиас фон Раммунг (1464—1478);
- Людвиг фон Хельмштатт (1478—1504);
- Филипп I фон Розенберг (1504—1513);
- Георг Пфальцский (1513—1529);
- Филипп II фон Флершхайм (1529—1552);
- Рудольф фон Франкенштайн (1552—1560);
- Марквард фон Хаттштайн (1560—1581);
- Эберхард фон Динхайм (1581—1610);
- Филипп Кристоф фон Зётерн (1610—1652);
- Лотар Фридрих фон Меттерних-Буршайд (1652—1675);
- Иоганн Хуго фон Орсбек (1675—1711);
- Генрих Хартард фон Роллинген (1711—1719);
- Дамиан Хуго Филипп фон Шёнборн (30 ноября 1719 — 19 августа 1743);
- Франц Кристоф фон Хуттен (1743—1770);
- Август Филипп фон Лимбург-Штирум (1770—1797);
- Вильдерих фон Вальдердорф (1797—1810)

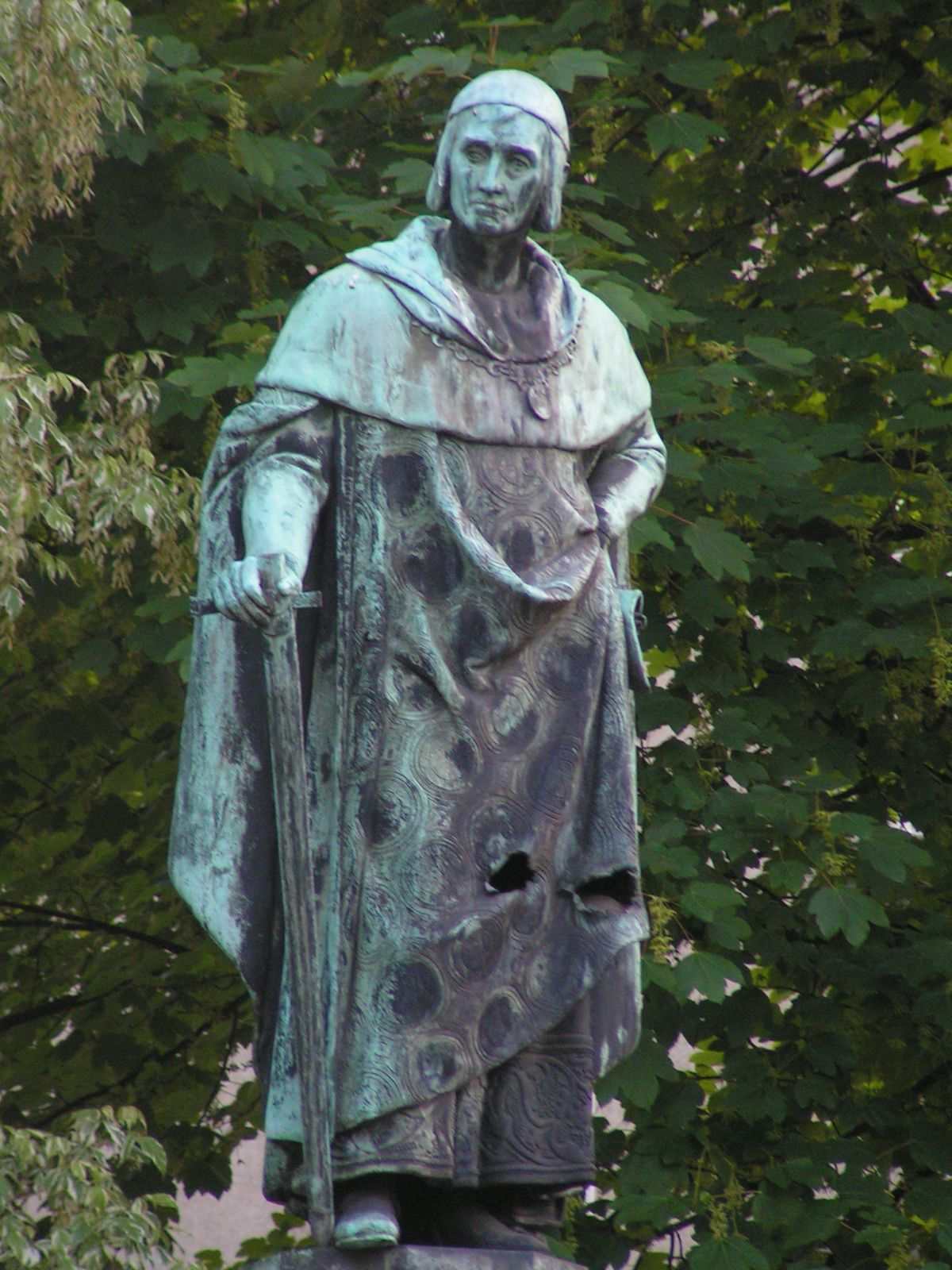
Князь-епископ Бодуэн Люксембургский (1332-36)
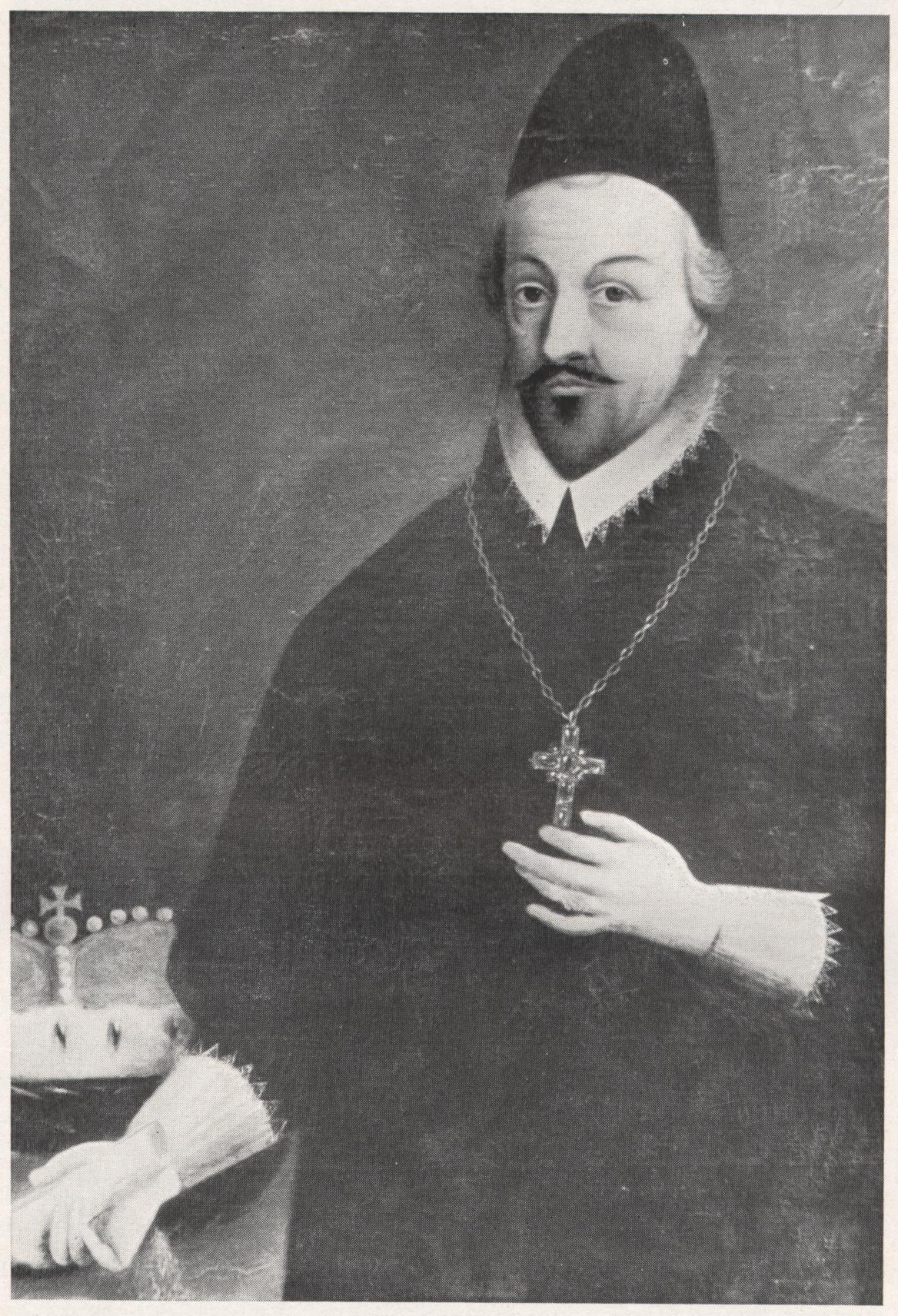
Князь-епископ Эберхард фон Динхайм (1581-1610)
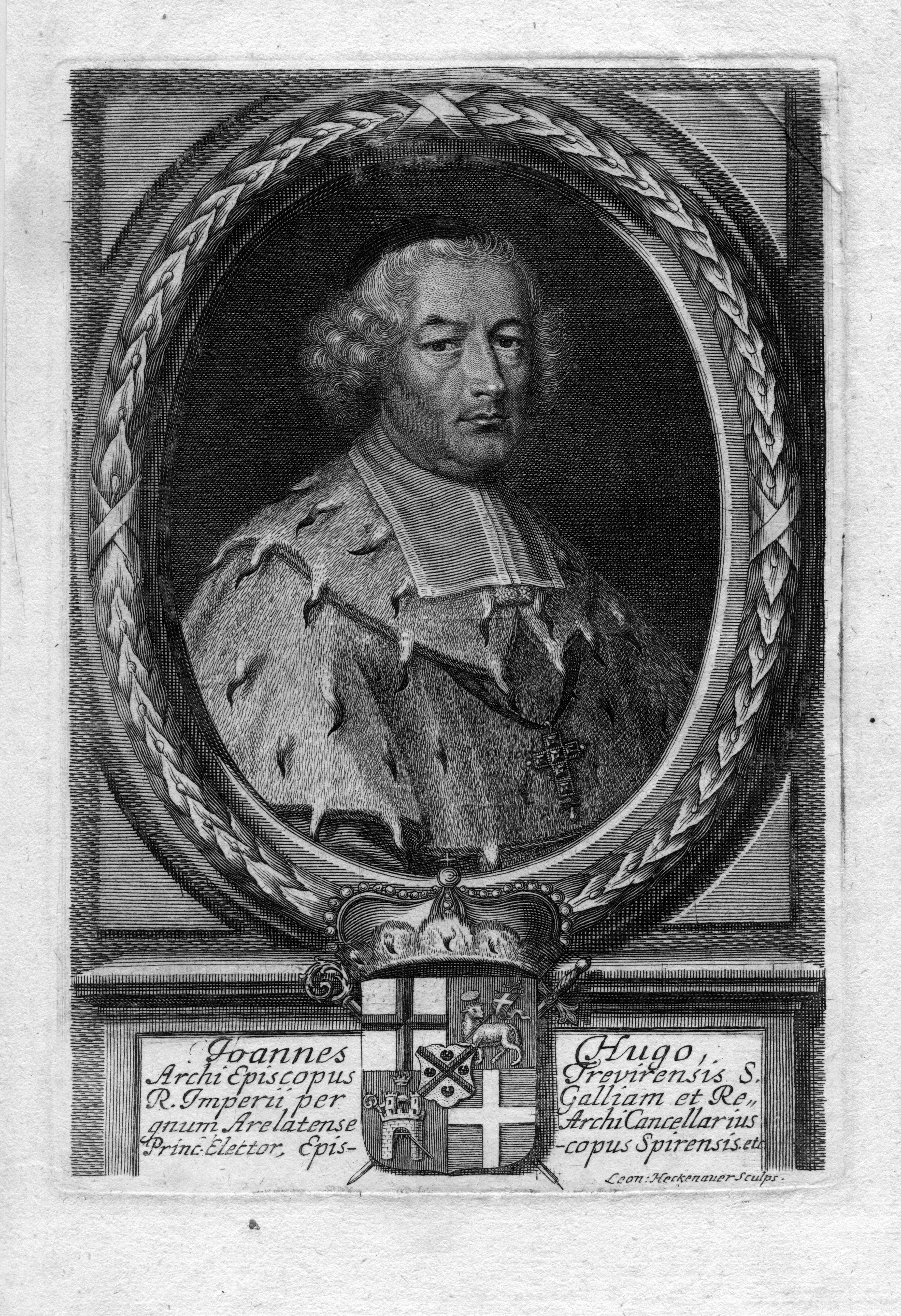
Князь-епископ Иоганн VIII Гуго фон Орсбек (1675-1711)
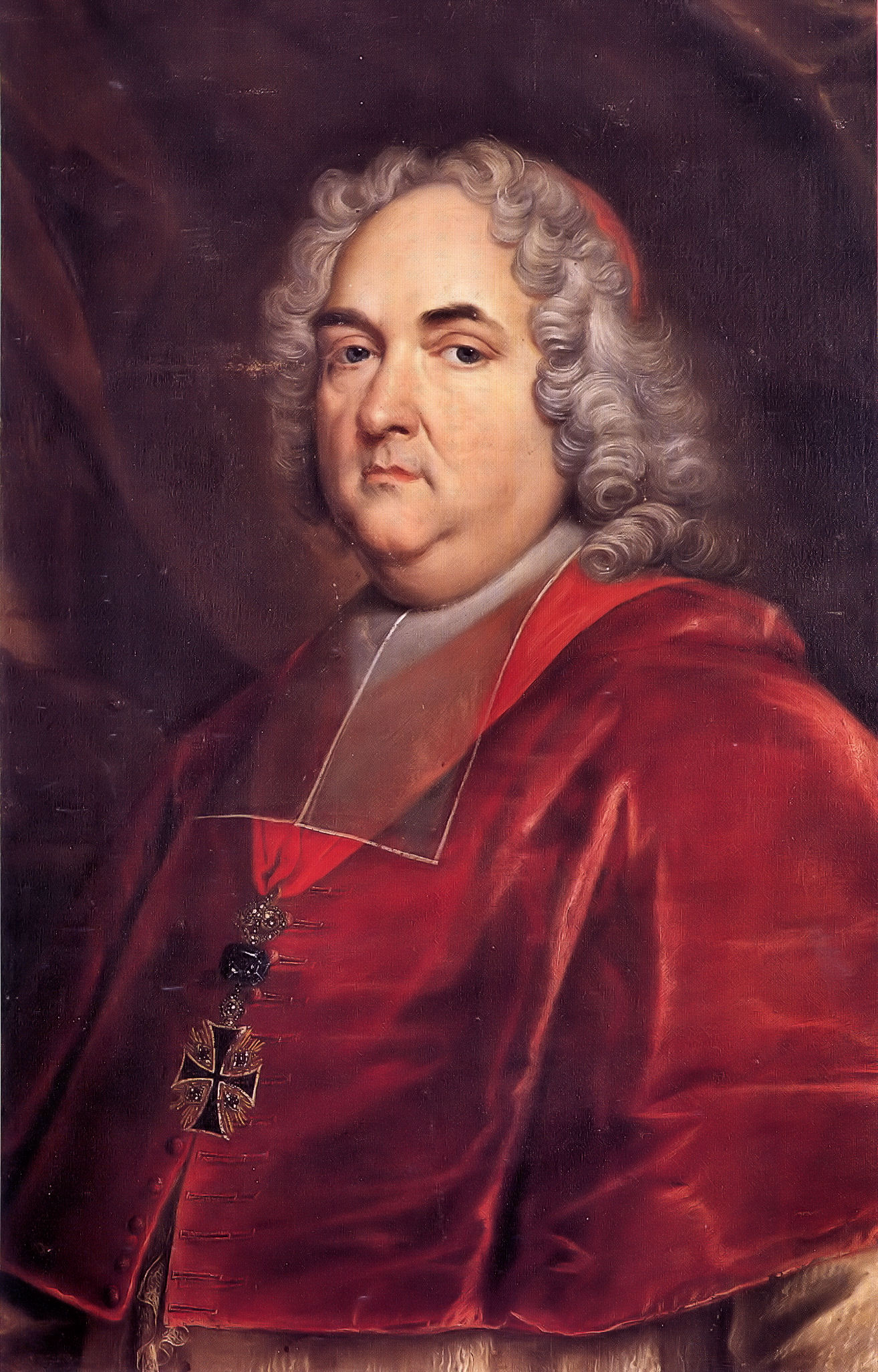
нязь-епископ Дамиан Хуго Филипп фон Шёнборн-Буххайм (1719-43)
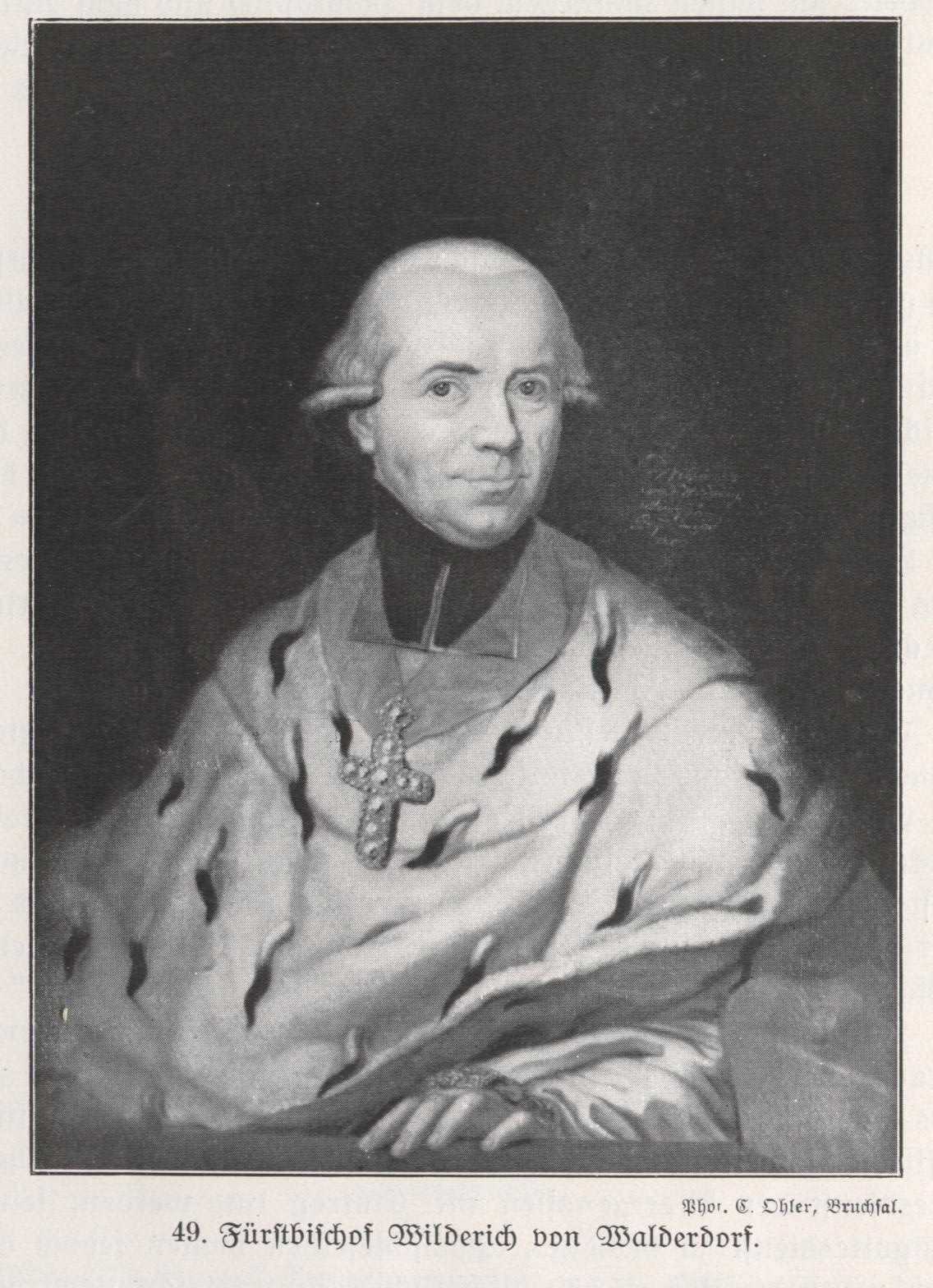
Последний князь-епископ Филипп Франц Вильдерих фон Вальдердорф